# 反智主义

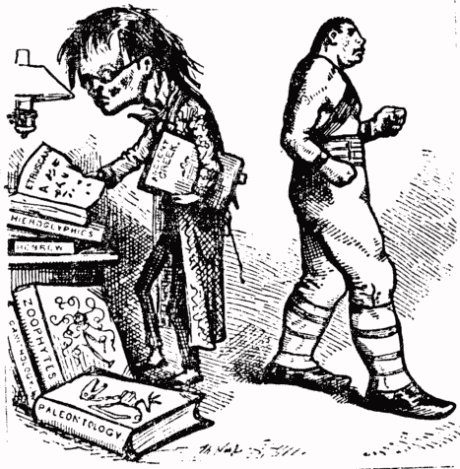
托马斯·纳斯特的反智主义相关绘画

反智主义（英語：anti-intellectualism），又稱作反智論、反智识主义或知識無用論，是一種存在於文化或思想中的態度，而不是一套思想理論。反智主義可分為兩大類：一是對於智性（intellect）、知識的反對或懷疑，認為智性或知識對於人生有害而無益。另一種則是对於知识分子的怀疑和鄙视。

## 反智主义的具体体现

### 社会文化表现
社會普遍認為智商高的人有自大的心態，所以對這類人有所反感，對於智商較高的人的行為，常會誤讀為是自大的表現。
又或出於對學識較多的人的嫉妒心態，又或是逆向歧視的心態，而對學識較多的人作出貶低的行徑，如「仗義每多屠狗輩，負心多是讀書人」。

### 觀感與溝通問題
因為思考的方式與效率不同，產生不同的結論與行為，而造成溝通不良等問題。

### 政治体现
精英的行为脱离民意或事實、或以專業形象來推銷錯誤理論，引起人民、甚至菁英的嘲弄或反抗。

### 教育体现
反对孩子学习没有实用价值的象牙塔学问。